# نراد نقره‌ای

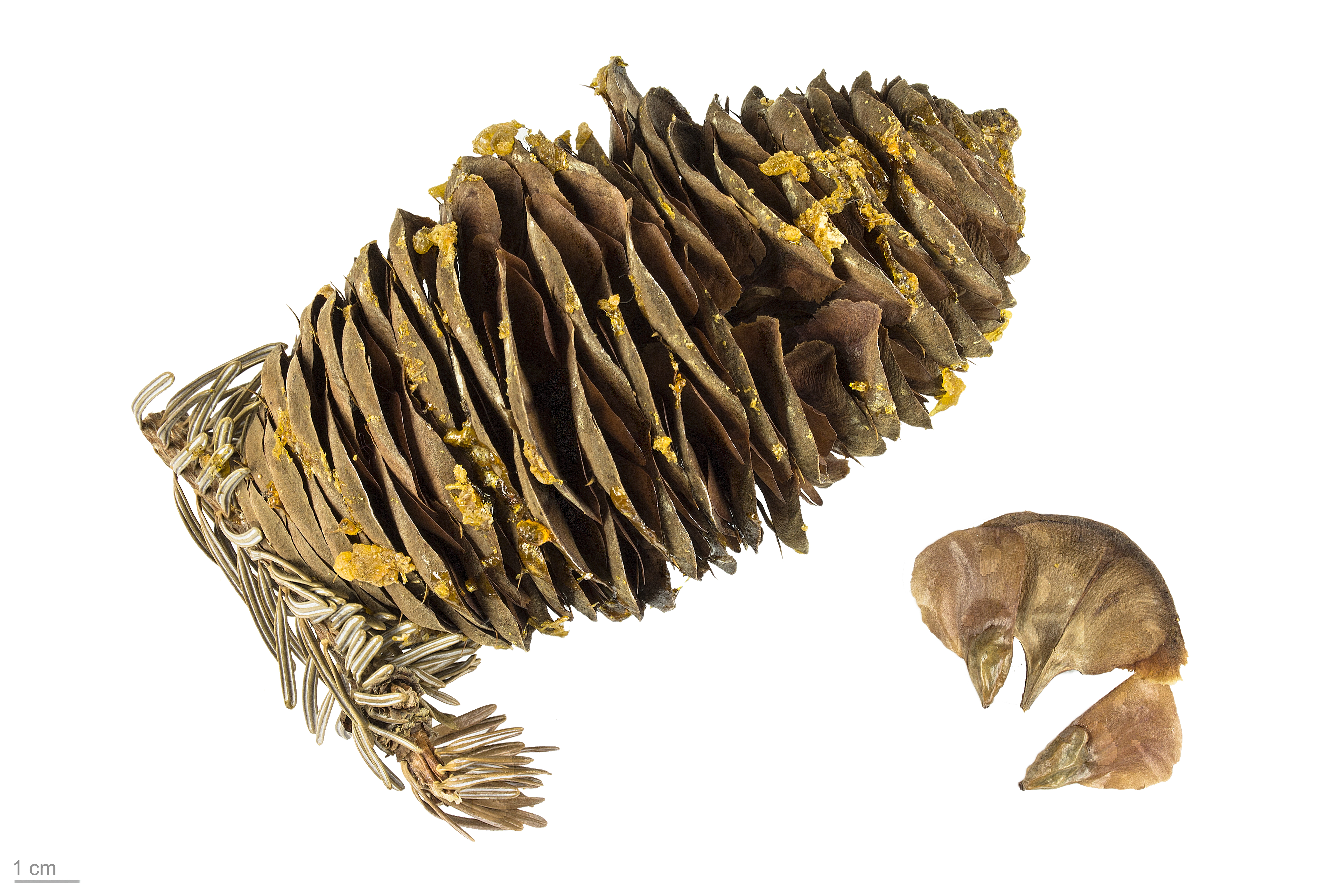
Abies alba

نراد نقره‌ای (نام علمی: Abies alba) نام یک گونه از سرده نراد است. به این درخت کاخ‌شانه‌ای هم می‌گویند.